# Yūya Hozumi
Yūya Hozumi (保住有哉 Hozumi Yūya?, 12 de diciembre de 1993) es un seiyū japonés, nacido en la Prefectura de Fukushima. Está afiliado a la agencia Ken Production.

## Filmografía
Los papeles principales están en negrita.

### Anime
2017
- Vatican Kiseki Chōsakan como John (niño)
- Sentōru no Nayami como Subdirector
- Boku no Kanojo ga Majime Sugiru Shojo Bicchi na Ken como Seishiro Kurono
- Dream Festival! como Hidaka Nao

2018
- The Legend of the Galactic Heroes: Die Neue These Kaikō como Senpai
- Inazuma Eleven: Ares como Puesto de Nao, Shitamachi Drive
- Zombie Land Saga como Cliente Instax C

2019
- Pop Team Epic como Mamorigami-sama
- Ensemble Stars! como Niños
- ACTORS -Songs Connection- como Ohta Uta

2020
- Case File nº221: Kabukicho como Sasuke (Adolescencia)

2021
- Kaifuku Jutsushi no Yarinaoshi como Keyaru/Keyarga[2]

### Películas de anime
2015
- Go! Princess Pretty Cure the Movie: Go! Go!! Gorgeous Triple Feature!!!
- Attack on Titan part 2: Wings of Freedom
- Haikyū!!

2016
- Eiga Pretty Cure All Stars - Minna de utau Kiseki no mahō!

2019
- My Hero Academia: Heroes Rising

### OVA
2019
- Fragtime